# 酒田短期大学
酒田短期大学（さかたたんきだいがく、英語: Sakata Junior College）は、山形県酒田市豊里下西割38に本部を置いていた日本の私立大学である。1966年に設置され、2004年に廃止された。大学の略称は酒短。

## 概要
- 山形県酒田市豊里に所在した[注 1]日本の私立短期大学で、設置主体は学校法人瑞穂学園。
- 1966年、学校法人林昌学園によって、東北短期大学として開学。浄土宗関連学校[3]。当初は150名体制[4]。最終的には入学定員100名体制となる。
- 2002年度の入学生を最後に[注釈 2]、短期大学としての使命を終える[6]。

### 教育および研究
- 「経営起業」・「国際ビジネス」・「観光・地域デザイン」・「農業経営者」の各コースからなっていた。外国語教育にも力を入れており、英語のほか中国語も設けられていた。

### 学風および特色
- 理念は「危機管理に強い経営者養成」で、国際性重視を基本理念とする[7]。経営母体は国際自然環境学園グループの一つである。クリスマスには「雪と光の祭典」を行っていた。

## 沿革
- 1961年 学校法人林昌学園が設立する。
- 1966年
  - 1月27日 左記を以て文部省[注 2]より短期大学の設置が認可される[2]。
  - 4月1日 東北短期大学（とうほくたんきだいがく）として以下の学科体制にて開学。
    - 経済科 入学定員150名

  - 5月1日 学生数[1]/定員[8]
    - 経済科 57[注 3]/150
- 1967年
  - 5月1日 学生数[9]/定員
    - 経済科 116[注 4]
- 1968年
  - 4月1日 酒田経済短期大学（さかたけいざいたんきだいがく）に改称[10]。
- 1973年
  - 4月1日 酒田短期大学に改称[11]。
- 1977年 入学定員を150名[12]から100名[13]に縮小[14]。
  - 5月1日 学生数[15]/定員
    - 経済科 67[注 5]/250
- 1978年
  - 5月1日 学生数[16]/定員
    - 経済科 86[注 6]/200
- 1981年
  - 8月26日 学校法人天真学園と合併して学校法人天真林昌学園が設立する[17]。
- 1986年 学校法人瑞穂学園設立。
- 1987年
  - 4月1日 経営を学校法人天真林昌学園から学校法人瑞穂学園に継承。この年度より、男子学生の受け入れを停止。浄土宗関連学校から離脱[18]。
  - 5月1日 学生数[19]/定員
    - 経済科 25[注 7]/200
- 1988年 男子学生がいなくなり、実質上の女子短期大学となる。
  - 5月1日 学生数[20]
    - 経済科 66[注 8]/200
- 1990年
  - 4月1日 再び共学となる
  - 5月1日 学生数[21]/定員
    - 経済科 268[注 9]/200
- 1991年
  - 5月1日 学生数[22]/定員
    - 経済科 313[注 10]/200
- 1992年
  - 5月1日 学生数[23]/定員
    - 経済科 589[注 11]/200
- 1999年
  - 5月1日 学生数[24]/定員
    - 経済科 81[注 12]/200
- 2001年 中国人留学生の不法就労事件（酒田短大事件）が発覚
- 2002年
  - 10月 資金難で全教職員解雇。休校になる。
- 2003年
  - 1月 酒田労働基準監督署により倒産認定。
- 2003年
  - 3月 最後の卒業生6人が卒業。
- 2004年
  - 7月14日 文部科学省より学校法人瑞穂学園に対し、私立学校法違反により解散命令が出される
  - 7月20日 左記を以てに正式廃止[6]。

## 基礎データ

### 所在地
- 山形県酒田市豊里下西割38[注釈 1]

### 象徴
- 酒田短期大学のカレッジマークは右記資料を参照[25]。

## 教育および研究

### 組織

#### 学科
- 経済学科 入学定員100名[注 13]

#### 専攻科
- なし

#### 別科
- なし

#### 取得資格について
- TOEFL・TOEIC・通関士・旅行業務取扱主任者資格などの資格取得支援が行なわれていた。かつて、中学校教諭二種免許状（職業）の課程が設けられていた時期もあった[注 14]。1993年度入学生より中学校教諭免許（社会）が取得できるように申請していたこともあった[28]。

#### 附属機関
- 図書館：地域開放を行っていた。
- 総合研究所

### 研究
- 総合研究所にて「環境アセス廃棄物処理の研究」・「地域観光資源の活性化」・「郷土料理の研究」などが行われていた。
- 『酒田経済短期大学研究紀要』[29]
- 『酒田短期大学研究紀要』[30]
- 酒田短期大学研究論集編集委員会 編『酒田短期大学研究論集』[31]

## 学生生活

### 部活動・クラブ活動・サークル活動
- 酒田短期大学では、テニス部をはじめ部活動も盛んだった。

## 大学関係者と組織

### 大学関係者一覧
歴代学長
- 難波田春夫
- 稻本洋之助

## 施設

### キャンパス
- キャンパス近隣は田園地帯で西には小さな森林があり、その東側には新井田川が南北に流れていた。
- 敷地内には地元の農産物直売所が設けられていた。

### 寮
- 酒田短期大学の寮は「みずほ寮」と呼ばれ、JR羽越本線酒田駅の東にあった。入寮定員は男子24、女子36と女性の方がやや優遇されていた感じではあった。

### 廃校後
- 廃校後、酒田市は市税滞納を理由に全施設（土地2万6490平方メートルと建物3棟）を差し押さえた。2005年に山形地方裁判所酒田支部による競売において酒田市内の男性が7800万円で落札。土地・建物の一部は、男性が経営していた有料老人ホーム「シルバーホームコスモス」「サン・フォレスト鳥海」の施設となったが、事業が続かず、2008年頃閉鎖。廃墟化した。経営者の男性が施設に掛かる固定資産税などを滞納したため、酒田市が2013年6月までに再び差し押さえ、また競売に掛けられた。「Yahoo!官公庁オークション」に出品され[32]、都合6回競売に掛けられるも応札者が現れず、酒田市は固定資産税の減免措置を受けられる公益法人に絞って応札を呼びかけた。7回目の競売となった2015年1月6日、酒田市の浄土宗寺院宗教法人瑞相寺（斎藤善明住職）が4130万円で落札した[33]。斎藤善明住職は旧短大の元経営母体学校法人天真林昌学園の理事長と同法人が経営する酒田南高等学校の校長を務めており、事実上元の経営者が施設を買い戻した形となった。斎藤善明住職は落札した土地・建物を学校法人天真林昌学園に譲渡し、改修の上酒田南高等学校の施設として利用する方針を示した。酒田市は再び文教施設として活用されることを歓迎。同年、「学校法人天真林昌学園豊里キャンパス」となり、旧短大の施設の一部が酒田南高等学校野球部寄宿舎となっている。

## 対外関係

### 他大学との協定
- 韓国叉松情報大学

### 関係校
- 専門学校インターナショナル・スクール オブ ビジネス
- 立花高等学校

### 系列校
- 酒田保育専門学校 （女子のみ）

## 社会との関わり
- 学校の定員の2倍を超える多数の中国人留学生を不法に受け入れ、学生ビザでの日本への労働目的の入国の足掛かりにさせた。そのことが引き金になり資金繰りが悪化、2002年に事実上廃校になった。文部科学省が運営する学校法人瑞穂学園に対し2004年に解散命令を出した。国所轄の学校法人への解散命令は初めてとなった[34]。みずほ学園短期大学と改称して新学科を設立するという再建策が出されたが実現しなかった[35]。
- この中国人留学生が、都心に出て水商売や風俗の仕事に従事していたことから、「日本にはセックステクニックを教える売春婦養成大学がある」という噂が外国人を中心に流れたことを石井光太が紹介している[36]。
- 酒田短期大学の卒業証明書・成績証明書等の交付については、既に経営していた学校法人が解散しており、事業の継承者もいないため、所轄官庁である文部科学省高等教育局大学振興課が取り扱っている。

## 卒業後の進路について

### 編入学・進学実績
- 東北学院大学（本短大の指定校となっていた）・仙台大学・中央学院大学・桜美林大学・和光大学・大正大学・横浜商科大学ほか[37]。